# Предварительное расследование (фильм)
«Предварительное расследование» — советский художественный фильм 1978 года. Сценарий фильма написан Борисом Можаевым, последний фильм трилогии о милиционере Серёжкине, продолжение кинофильмов «Хозяин тайги» (1968) и «Пропажа свидетеля» (1971) с Валерием Золотухиным в главной роли. Снят по повести «Падение лесного короля», в котором, как и в «Пропаже свидетеля», следователь районной милиции капитан Коньков в сценарии заменён на Серёжкина.

## Сюжет
Капитан Серёжкин всего месяц работает на новом месте. Он расследует случай избиения бригадира сплавщиков Чубатова своими работниками после того, как крупный плот сел на мель. Одновременно сгорает лесосклад, а сторож-удэгеец умирает, считая себя виновным в пожаре. В процессе предварительного расследования выясняется, что отчётность за потраченные на сплав средства почти не велась. Прокурор считает, что доказать, куда уходили выданные бригадиру наличные деньги, невозможно, а леса в результате нет. Он приказывает арестовать бригадира. Серёжкин, однако, верит, что Чубатов — честный человек, который проявлял инициативу и обеспечивал весь район строительным лесом, а в допущенных ошибках в отчётности виноват, в том числе, и райисполком, и руководители вовлечённых предприятий. Он также считает, что сажать Чубатова не за что, так как он провёл большую работу, плот же так или иначе будет доставлен в ближайший паводок. Однако вынужден арестовать бригадира. С помощью местных удэгейцев Серёжкин разоблачает начальника лесосклада Боборыкина в умышленном поджоге. Из-за противоречий с прокурором и начальником милиции Серёжкина отстраняют от ведения дела Чубатова. Однако капитан Серёжкин обращается с подготовленными документами к первому секретарю райкома, который в результате поддерживает его и решает провести собрание райисполкома по недостаткам, сложившимся в лесозаготовительной практике.

## В ролях
- Валерий Золотухин — капитан милиции Василий Фокич Серёжкин
- Юрий Назаров — бригадир сплавщиков Иван Гаврилович Чубатов
- Надежда Репина — Дарья, невеста Чубатова
- Владимир Гостюхин — Павел Боборыкин
- Виктор Шульгин — дядя Федот
- Максим Мунзук — Арчё, удыгеец
- Валентин Грачёв — Николай Дмитриевич Савельев, прокурор
- Георгий Юматов — начальник милиции, подполковник
- Олег Голубицкий — Федор Александрович, председатель райисполкома
- Иван Савкин — Всеволод Николаевич, первый секретарь райкома партии
- Леонид Чубаров — Василий Иванович Завьялов
- Алла Мещерякова — Таня, жена Серёжкина
- Юрий Ильянов — Сольд Семёнович
- Валентина Чирва — Врач

## Съёмочная группа
- Автор сценария: Борис Можаев
- Режиссёр: Андрей Разумовский
- Оператор: Борис Брожовский
- Композитор: Игорь Ефремов
- Художник- декоратор: Сергей Ноздрин

Фильм снимался в Карелии близ Петрозаводска . В фильме показаны пейзажи реки Хор, у села Бичевая, района имени Лазо Хабаровского края. В картине снялся Денис, сын Золотухина, сыграв сына Василия Серёжкина, свою единственную роль в художественном кино.